# 维利
维利（法語：Willies）是法国北部-加来海峡大区诺尔省的一个市镇，属于埃尔普河畔阿韦讷区特雷隆县。该市镇2009年时的人口为148人。

## 人口
维利人口变化图示
| 数据来源：INSEE |